# 동도중학교 (서울)
동도중학교(東都中學校)는 대한민국 서울특별시 마포구 염리동에 위치한 사립 중학교로, 1955년에 개교하였다.

## 학교 연혁
- 1953년 5월 5일 : 재단법인 동도학원 창립
- 1955년 4월 9일 : 동도중학교 설립인가
- 1956년 9월 1일 : 구관(1,015평) 준공
- 1962년 6월 28일 : 신태호 이사장 취임
- 1964년 1월 25일 : 학교법인 송산학원으로 변경
- 1964년 12월 16일 : 신관(762평) 준공
- 1972년 8월 30일 : 본관(921평) 준공
- 2001년 3월 2일 : 남녀공학 실시
- 2016년 2월 4일 : 신현종 이사장 취임
- 2024년 9월 10일 : 김동지 교장 취임
- 2025년 4월 9일 : 개교 70주년

## 기타
2024년 1월, 서울시교육청 교육시설관리본부가 최근 안전진단업체에의뢰해 진행한 정밀안전점검에서 'D등급'을 받았다.실제로 동도중학교는 교실과 복도 곳곳에서 균열이 발견됐다. 이러한 틈마다 새끼손가락 끝부분이 들어갈 정도로 벌어져 노후화가 상당히 진행됐다.
운동장은 45학급의 서울디자인고등학교와 같이 사용하지만 고등학교가 우선이고 과학실, 음악실 등 특별교실이 태부족하여 교육여건은 상당히 열악한 형편이다.

## 참고 자료
- 동도중학교 - 한국교육학술정보원 학교알리미